# Wilhelm Derix
Wilhelm Derix (* 1837; † 1919) gründete 1866 in Goch am Niederrhein ein Glasbauunternehmen. Diese Werkstatt konnte bis in die 2000er Jahre vor allem zahlreiche Kirchengebäude mit Buntglasfenstern ausstatten.

## Geschichte

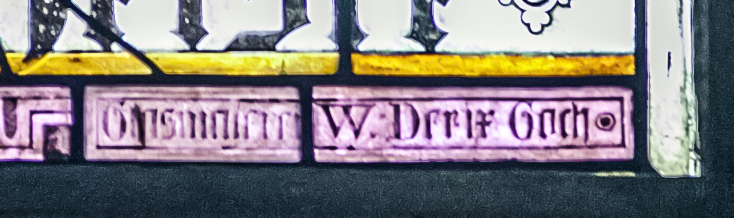
Emblem der Glasmalerei-Werkstatt Derix in einem der Fenster der St. Lamberti-Kirche in Ochtrup

Wilhelm Derix schaffte mit einer Ausstellung im Jahr 1885 in Münster den Durchbruch, sowohl national (Fenster in der Xantener Stiftskirche St. Viktor), als auch international, sodass aus aller Welt Aufträge eingingen. Derix belieferte 1908 den Vatikan mit dem Fenster „Christus überträgt Petrus das oberste Hirtenamt“, zwei weitere für die Sixtinische Kapelle folgten. Papst Pius X. empfing Wilhelm Derix und dessen Söhne im Jahr 1910 und verlieh ihnen den Silvesterorden. Die Firma durfte sich Päpstliche Hofglasmalerei W. Derix nennen. Sie fertigte unzählige Kirchenfenster im In- und Ausland, allein Hunderte davon nach dem Zweiten Weltkrieg für Kirchen der Niederlande. Mosaike wurden 1936 ins Programm aufgenommen. Nach der Firmenteilung 1941 entwickelten die nachfolgenden Familienbetriebe ihre eigenen Stile im Glaskunsthandwerk.

## Unternehmenszweige
Dem Unternehmen entstammen drei Zweige, die Derix’ Namen tragen und sich auf das Gründungsdatum von 1866 beziehen können (Unternehmungsleitung: Stand: 2008):
- Seit 1886 ist die Hein Derix KG in Kevelaer am Niederrhein ansässig. Ihr stehen seit dem Ende des 20. Jahrhunderts Peter Derix und Werner Heymann vor (Hein Derix KG Kevelaer – Werkstätten für Glasmalerei, Mosaik und Restaurierungen).
- 1941 wurden in Düsseldorf-Kaiserswerth Werkstätten errichtet und 1954 umgebaut. Sie werden von Elisabeth Derix geleitet (Werkstätten für Glasmalerei Derix Mosaik und Restaurierungen KG, Düsseldorf-Kaiserswerth).
- 1946 übernahm Wilhelm Derix IV. in Rottweil die 1890 gegründete Glasmalerei Ludwig Wilhelm. 1952 zog Derix nach Wiesbaden und 1974 nach Wehen (Taunusstein). 1990 wurde dort die Galerie Kunst im Glashaus eröffnet.[2] Im Jahr 1999 entstand eine Filiale in New York. Das Unternehmen wird als Familienbetrieb von Wilhelm Derix IV., Rainer Schmitt (Geschäftsführer), Tochter Barbara Derix und Ursula Rothfuss, geb. Derix, geführt (Derix Glasstudio GmbH & Co. KG, Taunusstein).

## Herstellung der Glaskunst
Die Glasveredler (frühere Berufsbezeichnung: Glasmaler) bemalen, ätzen, sandstrahlen, schichten oder bearbeiten Glas in Airbrush-Technik mit Schmelzfarben. Die Gläser werden geschnitten und – je nach der gewünschten Technik – gebrannt, verbleit, verkittet oder verklebt, bis sie zu Glasfenstern, Lichtdecken, Glasplastiken oder -wänden gestaltet sind.
Unter den etwa 600 deutschen Kunstglasereien nehmen die Derix-Betriebe unbestritten einen besonderen Platz ein. Sie profitieren von ihrer seit Generationen ungebrochenen Erfahrung, die im Meisterhandwerk weitergereicht wird, vom Vorrat von etwa 4.000 Farbglastönen, von den schnell lieferbaren Gläsern der Glashütte Lamberts aus Waldsassen, wo in Deutschland einzig Echtantikglas und jedes Glas in jedem Farbton hergestellt werden kann. Außerdem verfügen sie über nationale und internationale Kontakte zu namhaften Künstlerinnen und Künstlern, die sich anregen lassen, mit und in Glas zu arbeiten oder im Umgang mit dem Werkstoff bereits erprobt sind. In Deutschland arbeiten sie eng mit der einzigen Akademie zusammen, in der das Fach Glasgestaltung belegt werden kann.

## Werke (Auswahl)

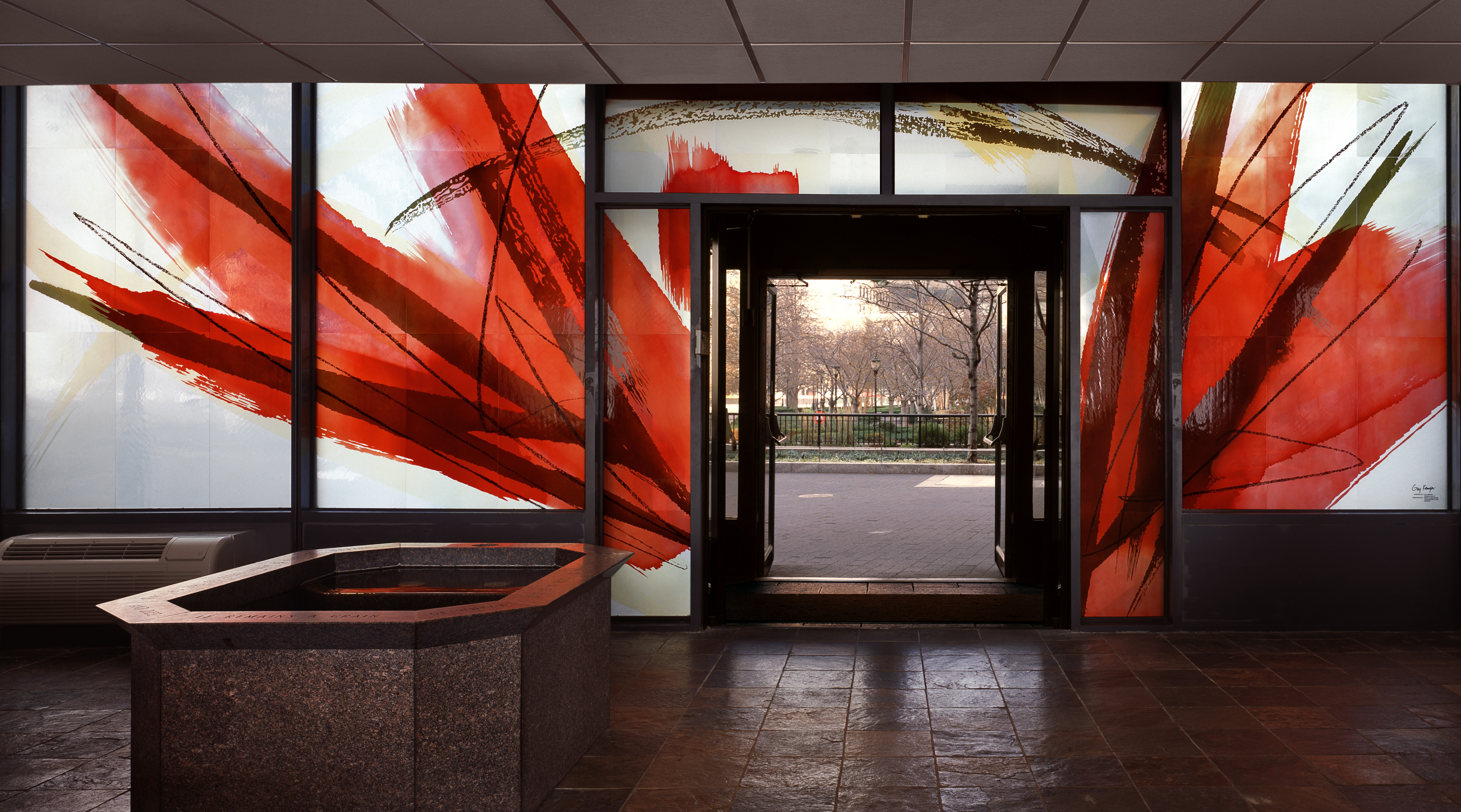
Guy Kemper Rise, 2008, St. Joseph’s Chapel Ground Zero, NY (Foto: Robert Benson; Zweig: Derix Taunusstein)

Die Zahl der mit dem Namen Derix versehenen Glaskunst ist nahezu unüberschaubar. Herausragende Beispiele in Deutschland (Zweig: Derix Taunusstein): In der Kölner Dombauhütte wurde 1945–1962 eine Restaurierungswerkstatt errichtet, 1980 das Pfingstfenster restauriert sowie 2007 das Richter-Südquerhausfenster ausgeführt, in dem 11.250 Glasquadrate in 72 Farben verarbeitet wurden. Ebenfalls in Köln sind zwölf von Markus Lüpertz für die St. Andreas-Kirche entworfene Fenster zu sehen. Im neuen Wiesbadener Rathaus waren mit Johannes Schreiter (Sitzungssaal), Jochem Poensgen (Festsaal) und Ludwig Schaffrath (Treppenhaus) erstmals drei namhafte Glaskünstler in ein und demselben Gebäude am Werk. Auch die Autobahnkirche Medenbach an der A 3 entstand 2001 unter Derix’ Mitwirkung.
In St. Johann Baptist, Wuppertal wurden Chorfenster aus Glas und Bernstein von Clemens Hillebrand realisiert.
International sind als Beispiele unter vielen zu nennen: die illuminierte 700-m2-Glasdecke der U-Bahn-Station Formosa Boulevard in Kaohsiung in Taiwan von Narcissus Quagliata, sowie von Guy Kemper die Eingangswand am Hauptbahnhof von Seattle und die Glasfenster in der St. Joseph’s Chapel am Ground Zero in Manhattan.
Im Jahr 2014 hatte der Frankfurter Künstler Skorupa für die Apsis der Kirche im Kloster Marienhausen bei Aulhausen im Rheingau fünf Fenster entworfen, die von Derix gefertigt und eingebaut wurden. 2016 wurden im Querschiff der Evangelischen Stadtkirche Langen vier Glasfenster, entworfen von Johannes Schreiter, durch das Glasstudio Derix in Taunusstein eingebaut.